# Guy Edi
Ohouo Guy Landry Edi (Agboville, 26 dicembre 1988) è un cestista ivoriano con cittadinanza francese.